# それが声優!
『それが声優!』（それがせいゆう）は、児童文学作家（小説家）のあさのますみが原作を務め、漫画家の畑健二郎がメイン作画を担当している、同人誌、Webで公開の漫画。同人サークル『はじめまして。』によって一次コンテンツ展開および副次創作コンテンツ作品の統括管理がなされている。2015年、GONZOによってテレビアニメ化された。これに合わせて同年、同アニメの製作委員会に参画したローソンHMVエンタテイメントによって商業出版されている。

## 作品概説
作者である「あさのますみ」が「声優・浅野真澄」として経験または聞いてきた出来事を、ギャグタッチにより再構成させたストーリーで描く、声優業界のあるあるネタを扱った職業ものコメディー。主役となるのは、それぞれにタイプの違う3人の新人声優たちで「彼女らが声優ユニット『イヤホンズ』として、互いに力を合わせ時に様々な理由で互いの反発なども引き起こしながらも、自分たちの声優活動を通して様々な困難に立ち向かっていく」という内容となっている。その意味では声優業界を舞台にしたビルドゥングス・ストーリーの側面も持つ。
また本作には、作内でネタにされた声優業界にまつわる出来事や作内の設定に関して、あさの自らが解説したコラムコーナーも付随している。
なおweb版第92話のみ、椎名高志による作画となっており、同人誌で発行されたweb版の総集編にもそのまま収録された。これは内容がBLにまつわる下ネタめいたものであったため、畑の側から作画拒否されたネタを、あさのが惜しんで事の次第をツイッターに上げたところ、椎名が「自分が描きたい」と申し出て実現したものである。
また本作では、畑の漫画作品である『ハヤテのごとく!』がそのアニメ版も含めて「作品として存在する」世界観を採っている（以下各項目にて詳述）が、一方で同作に登場する人物や建物と見られるものも所々で登場している。
なお、本作の最初の発表場所となった同人誌版に関しては、2017年夏に行われるコミックマーケット92において発刊する予定の作品を最終回とすること（いわゆる完結宣言）が発表されている。

## 制作経緯
畑原作のテレビアニメ『ハヤテのごとく!』で、浅野が朝風理沙役の声優を担当したことが、双方が面識を持つきっかけであった。
浅野は声優業と並行しながら絵本ならびに児童文学の分野において「あさのますみ」名義で作家デビューして活動を継続させていたが、声優業で知り合った知人より同人という分野での活動を知り、その体験を聞くうちに自分でもやってみたいと考えるようになっていった。また、あさの自身、声優業界を舞台にした作品を執筆してみたい腹案があったが、その内容については自身が声優業を行っているがゆえにリアリティの面からもアクチュアルな問題にも踏み込まざるを得ないと常々感じており、そのために当初より商用のメディアでは公表を行うことは難しいと考えていて「どうせ業界を描くのだったら業界について一番身近に感じてくれる、小説や絵本を読まないファンの人たちのためにも、漫画作品で発表したい。そのためには作画をしてくれる相方が必要だ」というプランを描いていた。一方の畑は『ハヤテのごとく!』でのメディア経験から「各種会社を通さない作者側からの産地直送的なメディア展開は行えるのか実験してみたい」という思いを抱いており、そのためには「ある程度、自分自身で（特に権利関係の）制御が可能なコンテンツが必要だ」と感じていた。
こうした思いをそれぞれに抱いていた2人だったが、思い余った浅野は自身のツイッター上で同人活動の相方を募集し、これに畑が応じた。こうして浅野と畑の思惑が一致し、本作制作のために作者2人の手によって同人サークル『はじめまして。』が結成された。2011年年末に開催されたコミックマーケット81で第1巻を頒布以後、コミケを中心に活動を続け、後にWebでの連載もスタートし、着実に活動を続けている。2014年年末に開催されたコミックマーケット87開催中にテレビアニメ化が発表された。

## 本作のメディア化について
コミックマーケット81の初出時よりサークル『はじめまして。』では本作について「アニメ化企画募集」を謳っており、そのこともあって同人誌から直接テレビアニメ化された本作であるが、作者の浅野はこうしたメディア化について「それ（アニメ化）以前にもドラマCD化の話があったが、テレビアニメ化にあたって声優陣が変更されることは避けたい思いからそのオファーは断った」と語っている。また、本作テレビアニメ化の際にも、配役選定のためのオーディションが行われたが、あさの自身は「声優が声優に対して評価を与える事に耐えられなかった」ため、これに関しては畑とアニメスタッフに一任した。
畑曰くテレビアニメ化にあたっては、出版社の力を一切借りずに立ち上がったことを強調しているが、それは自身で「どのようにしてアニメが制作されるのか?というのを経験したかった思いが強かったから」「（上記した自身の『実験』の目的上からも）最初からアニメ化が目標のひとつだった」と語っている。

## あらすじ
一ノ瀬双葉、萌咲いちご、小花鈴。3人はそれぞれに事情と夢を抱いて、業界に飛び込んできた新人女性声優。彼女らは偶然、共演することになったことをきっかけとして交流が始まり、友情を深めていく。彼女らは、時に声優業界の厳しい現実を目の当たりにし、友情を壊しかけ、潰されそうになりながらも、互いを思いやり励まして少しずつではあるが成長を遂げて行く。そんな中、3人が出会うきっかけとなったアニメを担当した海原プロデューサーが、彼女らを呼び出して声優ユニット「イヤホンズ」を結成すると叫びだした。声優としては、ほとんど知名度の無い3人の新人たち。そんな彼女たちのユニット活動を待つのはいかなる結果か。そのあいだにも3人の日常を襲う種々の困難、悩みや迷い、戸惑い。それでも彼女たちは「それが声優!」を合言葉に前の見えないともすれば絶望的にもなる現実を無理やりにでも突き進んでいく。

## 登場人物

### イヤホンズ
一ノ瀬 双葉（いちのせ ふたば）
声 - 高橋李依
8月25日生、身長160センチメートル、体重50キログラム、血液型O型、秋田県出身、ひきわり納豆と読書を好みキノコを苦手とする。図書館司書資格所持者。青空プロダクション所属。
本作の主人公。デビューしたての新人声優。声優よりもアルバイトに割く時間の方が多くアルバイターとしては非常に優秀である。だが、声優活動のために頻繁かつ急にバイトを休むため、それを理由としていきなりバイトをクビにされて頻繁に泣いている。
主な職歴として、コンビニの店員や試食マネキンの経験がある。始めから雇ってもらえない描写も多かったが、同人誌版第8巻（2015 SUMMER）のラストでコンビニ店員に復帰している。
声優活動とバイトと就職活動の三重苦に悩まされることが多いため常に金欠に喘いでおり、100円ショップの日用品やコンビニおにぎりも買うことができず、携帯電話は敢えてガラケーを常用している。
コロリちゃんやサッポロ（後述）など「かわいい」と言い、周囲とは感じるもののセンスがどこかズレている（些少だがキモカワ系を好む描写がある）。
自己表現が下手（演技に関しては器用に何でもこなせるが、プロデューサーなど番組制作の上層部に対するアピールを苦手とする）で天然気質かつ壮絶なるネガティブ思考の持ち主。機転を利かすことも得意ではない。心がすぐに揺れて折れかける描写も多いが、芯は柳の如くしっかりしているため、大抵はギリギリで踏みとどまる。声優としていわゆる器用貧乏なタイプであるため「個性が出ない」と悩んでいる。同じ事務所の先輩にして双葉自身も出演しているアニメの主演である汐留ヒカリのラジオに出演した時に「いつもアタフタしている」という理由で「フタフタ」という愛称をつけられてしまい、しかもそれがラジオリスナーを中心に定着してしまった。
本作の劇中作『スパイラルカフェ』のCDドラマ版においてヒロインであるユマ役に抜擢され、初めてのメインキャストに心から喜んでいたが、同作のアニメ化の際に監督の意向から何も言われることなく問答無用で鈴に役を奪われる羽目になる。これを原因として鈴との接し方が解らなくなり涙を流して苦しむことになる。
実はアニメにもなった執事モノ漫画の大ファンで、特に同作アニメ版における執事の中の人に大きな憧れを抱いている。のちに、その執事の中の人が主演を務める別番組に番組レギュラーで入ることになり飛び上がって喜んだ。
同人誌版『2015 SUMMER』のエピローグから『2015 WINTER』にかけてのエピソードを通して、人気声優の樹ヒナタと知己の間柄となる。
アニメ版では全体的に不器用なキャラとされている。原作での役に対する器用さや最終的には立ち直れる精神的な強さは、アニメ版では極端に弱められている。一方でアニメ版での勤務先は自身が住むアパートの隣にあるローソンになっており、声優としての活動は店長の理解の元で行われているものとされている。そのため原作にあった声優活動のためにコンビニ店員をクビになり、バイトを転々とする描写、さらにはこれらを原因として生活用品の購入にも迷い公共料金の支払を停止させライフラインを止められる描写は、アニメ版では全てオミットされている（これらの描写は全ていちごに割り振られた）。
コロリちゃん
声 - 一ノ瀬 双葉（高橋李依）
双葉の宝物のぬいぐるみであり、よき相談相手。語尾に「〜コロ」が入るのが口癖。実際には双葉がぬいぐるみを動かし声を充てている。
子供時代の双葉が一番好きだったアニメ作品、オリジナルテレビアニメ「息の根コロリちゃん」に登場するキャラ。アニメ版では作品を代表して案内を発信するスポークスキャラとして様々な場所で登場する。
萌咲 いちご（もえさき いちご）
声 - 長久友紀
5月5日生、身長154センチメートル、体重43キログラム、血液型A型、香川県出身。イチゴを好み、美味しくないうどんを嫌う。パソコンと料理が得意。ボイスエンタテイメント所属。
双葉とほぼ同時期にデビューした新人声優。普段は製造業工場でアルバイトをしており、ラインのシフト調整で声優業との両立を図っている。
子供のころから「歌って踊れる」アイドル型声優になるのが夢。苺が大好きで部屋を苺グッズで埋め尽くし、自らプランター栽培でイチゴを育てている。
一方で自身で「いちごキャラ」を作りすぎて身についてしまったため、その枠から出られないことが悩みとなっている。「萌咲 いちご」は芸名であり、本名は別にあるが、本人的には最悪のアンタッチャブルのため作中でも公表はされていない。
少女時代は貧乏であったため、着たきりのオーバーオールないしはTシャツ・ジャージ姿でいることが多く、そのことを同級生たちにいじめられながら過ごしてきた過去がある。現在の「いちご」としての生活はその反動でもある。父子家庭に育ち、優しい父に応援されて声優を目指しているが、その父が倒れた時には動揺することもあり、自身の進路に対して悩みのタネでもある。
原作では特に動物やマスコットを担当することが多く、仕事で「日本語をしゃべらない」こともしばしば。ボイスオーバーの仕事も行っている。また、原作とアニメでは自身に「キャラ設定」をつけて私生活に対してまで演じていることは共通しているが作ったキャラに対するスタンスはほぼ正反対といえる。原作では自身のキャラをかなり慎重に設定するとともに演じ切れるかどうかを熟考してキチンと組み立てている描写が目立つのに対して、アニメ側では何も考えること無く暴走した勢いで考え無しにキャラを演じてすぐにボロが出る描写が目立っている。さらにアニメ版では上記の通り、オミットされた双葉の設定が割り振られる形になっており、原作で双葉が背負っていた、声優業のせいでバイトをクビになる描写やライフラインを止められる描写などの、社会的にネガティブな設定のほとんどが、いちご側に割り振られている。
香川県出身でイチゴ好きという関連性から、2022年10月31日に同県三木町の魅力と同町産のイチゴをPRするキャラクター「三木町いちご大使」に就任したことが発表され、今後はSNSを通じていちごが情報発信を行うことになっている。
小花 鈴（こはな りん）
声 - 高野麻里佳
3月17日生、身長145センチメートル、体重34キログラム、血液型B型、東京都出身、書道を好み水泳を苦手とする。事務所のプロフィールでは誰とでも仲良くなれることが特技であるとしている。劇団さくらんぼ所属。白皇学院中等部在籍。
現役中学3年生の声優。ただし5歳のころから子役として芸能界入りしており、芸歴は約10年。しかし子役時代の仕事は自身の中では黒歴史にしたいものも多い。劇団に入った当初は引っ込み思案で人見知りが激しい性格だった。自身の家は個人経営の和菓子屋。実家暮らしのため、他の2人と比べて経済観念は薄い。子役時代から流されるままに仕事をしていたため、自身の特徴が見いだせず、ド天然の双葉や、イチゴが好きすぎてキャラ化しているいちごと自らを比して「普通すぎる」と劣等感を感じることもある。が、その一方で「普通の中学生」を演じることを求められると、自身が子どもの頃から劇団に入り仕事をしてきた過去に気付いて「普通の中学生はそんな事していない!」と愕然となり「普通でない自分に悩む」という、とんでもないジレンマを抱えてしまう。
子役時代からの人脈があり性格が素直であるために、プロデューサーや監督などの上層部から引き立てられやすく、主役やレギュラーの仕事が多い。イヤホンズでもセンターを任されている。芸歴では双葉やいちごより遥かに格上だが年上の二人に対し自然に目下として接している。
本作の劇中作『スパイラルカフェ』のテレビアニメ版においてアニメ版の監督の意向でヒロインであるユマ役に抜擢されるが、何も聞かされないうちに決められてしまった上に、資料として渡されたCDドラマの中に自身が演じる予定の役の演者として双葉の名を見つけてしまい（アニメ版ではスマホで作品中のインターネット百科事典Gonpediaを見ていた所、見つけてしまうという描写になっている）、彼女への義理から苦しむ羽目に陥る。

#### イヤホンズの家族
双葉の弟
上京などせず、夢を諦め見ることなどせず、親と同居し地元で日常を頑張って、きちんとした会社に就職して毎日残業している、しっかり者の立派な弟。双葉が帰省した時に「親も齢だし楽をさせてやりたい」「社会人としてキャリアを重ねたい」「両親なんか自分たちの年齢の頃にはきちんと結婚してた」と双葉の精神的な部分をゴリゴリ削ぎ落とし心をグサグサ刺しまくる言葉を連発した（本人にしてみれば無自覚な世間話上の軽口であり、意図的にも双葉や父に良かれという純粋な善意で言っている）。
双葉のお父さん
双葉の選択に対して（本当はいろいろ言いたいはずだが）何も言わず、ただ娘の今後を案じて「東京でも体に気をつけろよ」と労りの言葉をかける父。10年以上、同じジャンパーのみを着続け、その背中も双葉の記憶よりも、とても小さく弱々しくなっている。最近は日々に飲む薬の量も増えたらしい。それでも双葉には何も言わずに大丈夫だからと寂しそうに笑う人物。
いちごのお父さん
声 - 伊藤健太郎
苦しい生活の中、男手ひとつでいちごを育ててきた立派な父。少女時代、娘にフリルのひとつも買って（その意味を分かって）あげられなかったことを悔やみつつ、優しくいちごの行く末を見守り応援する。時にいちごを応援するため自身に何らかの苦しみを背負い続け、無理がたたり倒れることもある。いちごの夢を応援し理解しようとしているが、いかんせんド田舎のオッサンである部分は否めず（CDなどでのいちごのセリフには軽トラを常用しているかのような表現がある）いちごのやっていることへの理解が足りず逆に無自覚に娘の足を引っ張ることが多い。原作同人誌版8巻では、なんと親族および職場の面々全員にイヤホンズ単独ライブのチケットを売りさばいた上で、貸切バスをチャーターしてチケット購入者を香川県から引きつれてイヤホンズのライブに赴き、同行者たちに舞台上のいちごを指して「あれがウチの娘なんですよ!」と必死にアピールしている。アニメ版では、いちごの回想にて初登場し、第12話ではイヤホンズ初の単独ライブに足を運んでいる（アニメ版では原作に存在したバスをチャーターし周囲の人物を引きつれてくる描写は無い）。
いちごの親戚たち
一族総出でいちごのツイッターをフォローして彼女を応援してくれる快い親戚たち。だが、良くも悪くも田舎在住の善意の人々であるため、いちごの「キャラ設定」には全く理解が無く、中にはそれに苦い顔をして苦言を呈する女性もいたりする。そのため、時に善意でそれを崩してしまうかのような描写（ツイッターや自身のフェイスブックに「まさに田舎のビンボーでわんぱくな子ども」だった頃のいちごの画像を載せたりする）がある。
小花 円美（こはな まるみ）
鈴の姉。25歳。鈴とは10歳年が離れている。Web版第141話で鈴によって存在が明かされ142話で本格的に登場する。社会的身分としては家事手伝いということになっているが、鈴いわく「家事は全部お母さんがやっている」ので、実質的にはニート同然の身の上のようである。声優として仕事をしている妹のことは誇らしく思っているが、その妹からは多少厳しい言葉を投げかけられている。同人誌版『2015 WINTER』にて就職するが、実はその職業は樹ヒナタファンクラブの事務職（早い話が広義における鈴の商売敵）であり、ヒナタの人気から職業に対しては職種も含めて守秘義務が課せられているため、家族である鈴に対しても、そのことを言うことができないでいる。
ヒナタファンクラブでは主に事務とライブ時における写真素材の作成を担当しており、その立場から（今まで妹の活動を見てきた事もあり）ヒナタの異変にいち早く気付いているが、一方で新入りであるがゆえに立場が弱く口出しが出来ずにいる。自身なりに必死にヒナタを気遣うが、酷使され続けていくヒナタの姿に手出しできずにもどかしい思いをし続ける。ヒナタの事は仕事に対する姿勢や考え方が「妹（鈴）に似てる」と考えており、それが負担にならないようにと、あるアドバイスをして、それが彼女の背中を押すことになる。
鈴のお母さん
声 - 佐藤聡美
引っ込み思案な鈴の将来を案じて（家が商売をしているため、家業を継がせるにしても商売が立ち行かなくなる）その矯正のために児童劇団に彼女を放り込んだ。基本的にそれ以外では鈴の意思を尊重してくれる優しい母親。

### 青空プロダクション
一ノ瀬 双葉
一ノ瀬 双葉を参照。
汐留 ヒカリ（しおどめ ヒカリ）
声 - 生天目仁美
プロフィール - 10月27日生、身長165cm、体重48kg、北海道出身。
芸歴14年を誇る青空プロの大御所声優。十代のデビュー当初より「ヒカりゅん」の愛称で親しまれているが、可愛すぎる愛称と自身の実年齢とのギャップに悩むアラサー。地上波ラジオで自身の冠番組である『ヒカリ☆電波局』を持つ。アニメでは「仏戦士ボサツオン」の主人公エスタ役を担当しており、同じ事務所の双葉を始めとする「イヤホンズ」を静かに見守る。彼女らが道に躓いた時には先達として優しく厳しく導いていく。双葉に対しては事務所が同じであるために絡みは多く、からかったり茶化したり励ましたりとお茶目な言動も多い。
とあるテーマパークのマスコットキャラクター「マッフィー」の声も担当している。しかし、そのためにイヤホンズがこのパークに遊びに行った際には、ついついキャラクターたちに畏まってしまって全く心が休まらなかった。
小鳥遊 翼（たかなし つばさ）
プロフィール - 7月17日生、身長174cm、体重60kg、神奈川県横浜市出身。
男性声優。小鳥遊 翼は芸名で本名は別にある。スタイル抜群で中性的な見た目を持つ。BLの仕事に携わることが多く、本人にそのシュミは無いにもかかわらず、その業界の言い回しが日常でダダ漏れる。昔は中二病だったと告白し、現在では克服していると称するが、実の所、時代がかった言い回しや大仰な仕草などが無意識に身について無自覚に多用しているため、双葉の見立てでは完治はまだまだほど遠い。『ラブライブ!』が大好きで、声優としての収入以上の金を人生破滅レベルで同アニメのイベントや物販につぎ込んでいるフシがある。双葉の同期で同じ養成所出身。
集（あつまり）さん
声 - 小清水亜美
青空プロダクションに所属するマネージャー。いくつもの制作会社およびタレントの仕事を統括して担当している超凄腕の敏腕マネージャー。双葉たち声優部門と、それ以外の芸能人の仕事を担当するタレント部門を掛け持ちしている。
紺野 あおい（こんの あおい）
声 - 古木のぞみ
プロフィール - 3月14日生、身長148cm、体重38kg、東京都出身。
青空プロダクションに所属する新人マネージャー。日々アクティブに活動するショートカットの女性。勤務態度は真面目で実直だが、杓子定規に過ぎるところもあり、融通が利かない。多忙な際には社に泊まり込むことも多々ある。真面目ゆえに表情が硬く不器用なところがあり、その部分にコンプレックスを感じているところもある。仕事を取るために、担当しているあちこちの制作会社やスタジオに出向くことも多く、日々壮絶なスタミナ消費を行っている。そのため勢い大喰らいになり、自社の先輩やタレントに焼き肉などを奢られる際には、その前に牛丼をふるまわれてしまっている（前もって腹を満たさせておかないと、際限なく食べてしまうため）。
家守 太輔（やもり たいすけ）
声 - 檜山修之
アニメオリジナルキャラクター。作中のアニメ「仏戦士ボサツオン」ではミロク役を担当している。第1話にて双葉と共演した際に双葉がセリフをミスしたことに対し収録終わりの去り際に「あんな一言くらい言えないようじゃ、声優失格だぞ」と言い放っていたが、第7話にて再び登場し双葉と外画の吹き替えで再共演した際には「少しは進歩した、みたいだな」と褒めていた。

### 劇団さくらんぼ
小花 鈴
小花 鈴を参照。
サヨちゃん
声 - 佐倉綾音
プロフィール - 4月3日生、身長148cm、体重40kg、東京都出身。白皇学院中等部在籍。
鈴の幼馴染にしてクラスメイトで新聞部に所属。劇団入団時（4歳）からの親友でもある。友達として鈴のことを誇らしく思い応援もしている。常に瞳の中がハートになっている。鈴が絡むと熱意ゆえに天然が目立つが、実は案外としっかり者で鈴に対しては、実はむしろ「自分が応援して守ってあげないと」という保護者的な意識が強い。劇団員だが親がレッスン料を支払い暇な時に趣味状態で演劇をしているだけで、鈴と違って劇団を通した役者としての仕事はしておらず、自身はいたって「普通の中学生」である。鈴とともに学校近くの喫茶店である「喫茶どんぐり」の常連。また、佐倉綾音本人との話を元にキャラクターづくりが行われた。なお物語内では全面的に「サヨ」とカタカナで表記されるが、実際には漢字での表記があり、この表記においては「紗夜」と書くと設定されている。
アニメ版では、自分の進路について鈴に打ち明けられ、涙しながらも快く受け入れ、鈴との絆を更に深めた。第12話では、イヤホンズ初の単独ライブに足を運んでおり、客席の一番前に立っていた。
劇団さくらんぼマネージャー
声 - 神田朱未
鈴に仕事を回してくれる女性マネージャー。ヒロCのファン。このキャラクターを演じた神田は、後に声優ユニット・Aice5のメンバーとして本人役で出演した。

### ボイスエンタテイメント
萌咲 いちご
萌咲 いちごを参照。
ボイスエンタテイメントマネージャー
声 - 上田燿司
愛乃 バナナ（らぶの バナナ）
ボイスエンタテイメントに新たに所属した、いちごの後輩となる女性声優。名乗っている「愛乃バナナ」は芸名。Web229話にて初登場。
いちご同様に「バナナ好き」を前面に押し出したキャラ路線を売りにしようとしている声優で、ある意味では服や髪飾りすらもバナナをイメージしたものを常用するなど、いちご以上にキャラ性が盛られている。その在様は、彼女の姿を一目見たいちごさえも引かせるほど。直後、気を取り直したいちごから、その路線の大変さや将来をきちんと考えているのかなどのキツイ説教を喰らう羽目に陥る。
もともと、いちごのファンであったらしく「バナナ好き」の路線は元々自身の個性に悩んでいた折に、いちごを範としたもの。いちごから説教を喰らった時には「いちごさんとかぶったら申し訳なくて（バナナにして、キャラも盛った）」と弁解し、その姿勢からいちごは同じ「キャラ路線」声優として彼女を（私的に先輩として）指導する事となった（いちごの実質的な弟子になった、とも言える）。
同人誌版では『2017FINAL 君に届くように』のエピローグに、いちごと共に業界の人々へとあいさつ回りをする形で、ひとコマだけ登場する。

### その他の声優業界関係者
樹 ヒナタ（いつき ヒナタ）
プロフィール - 11月11日生、身長158cm、体重43kg、兵庫県出身。
今をときめく超人気声優の一人。その多忙は年末年始すらも仕事で潰れてしまうほど。双葉のアパートの近くにある超高層の新築タワーマンションに引っ越してきたため、双葉のバイト先のコンビニのお得意様になる。
ヒナタに対して双葉自身は、見劣りする自身の立場から同業者であることを言えずにいたが共演者になってしまうことで身バレしてしまい、一方でヒナタにとってもプライベートを同業者に知られてしまったことで恥ずかしい思いをしてしまう。しかし、同時に互いの生活圏を共有する親しい間柄となっていく。
自他に非常に厳しい性格で、メディア取材というならいざ知らず、プライベートではその言動は歯に衣着せない辛辣なもの。そのため、よかれと思って正直に行ったアドバイスが他人にとってはあまりに厳しい条件であったことも多く、これを原因として親しい人物が片っ端から離れていく性格の持ち主で、本人としてはそれが壮絶なトラウマかつコンプレックスになっている。双葉に対しても同様のことをしでかして、一時的に後悔に苛まれる。しかし双葉は聞いた直後にはへこんだものの、そのアドバイスを改めて真摯に受け止めてくれたことで、互いに大事な友人となっていく。
ただ、その人気に伴うスケジュールの過密は、現時点で完全に本人の限界を超えておりブラック企業すらも生易しいレベルにまで積まれ追い込まれてしまっている。本人は「周囲の期待に応えないと」「少しでも体を悪くするそぶりを見せてしまったら仕事がなくなってしまう」という思いひとつ（いわば強迫観念）でそれをこなし続けているが、じつはこれを原因として体調に変調をきたしており、頻繁に難聴と眩暈に悩まされていた。その一方で天王寺ほかのヒナタについているスタッフ陣は、まるみ以外は彼女の変調に気付くことなく、ヒナタの過密スケジュールに対しては「本人が好きでやっている事」と理解しており、いわば彼女の強迫観念に甘えた、意図しない「静かな強要」のごとき状態になっている。
のちに、まるみに背中を押された事で、変調と限界を訴えるようになった。だが、そのとたんにヒナタを取り巻く全てのプロジェクトが停止するとともにネット上に彼女を否定する意見が一気にあふれ出し、即座に彼女の代役も用意（その中にはイヤホンズたちも含まれた）されて時に「いなかったもの」として扱われ、その人気はあっという間に凋落。その結果、全てを引き払い田舎へと帰る事を決意する。その一連の様は双葉たちイヤホンズにも衝撃を与えるが、ヒナタはそんな双葉に「片思いでも（この仕事が）大好きだった」と語り、彼女に自分を超えて前に進むように諭し励ます。

### 作品の制作企画者たち
テレビアニメ公式サイトのキャラクター相関図では主に声優プロダクションでグループ分けしているが、「仏戦士ボサツオン」のスタッフは「仏戦隊ボサツオン」というグループに分類されている。本節で解説する4人の内、ボサツオンラジオディレクターは相関図にいないが他の3人は「仏戦隊ボサツオン」に属する。劇中で彼らを「仏戦隊」と呼ぶことはない。
海原（かいばら）さん
声 - 三宅健太
イヤホンズの3人が出会った番組のプロデューサー。アニメ版では「仏戦士ボサツオン」のプロデューサーとされている（原作ではイヤホンズが出会った番組はボサツオンではない）。後に双葉・鈴・いちごの3人に目をつけて彼女らにユニット「イヤホンズ」を組ませる。プロデューサーのはずだがセンスは少々微妙。イヤホンズの企画も結局は赤字に終わってしまい同僚の天王寺に激怒された。
ディレクター
声 - 千葉進歩
「仏戦士ボサツオン」のディレクター。
音響監督
声 - 竹本英史
「仏戦士ボサツオン」の音響監督。
ボサツオンラジオディレクター
声 - 千葉進歩
Webラジオ「ラジオボサツオン 仏の顔もボサツオン」のディレクター。放送作家、ミキサーも務める。
天王寺（てんのうじ）プロデューサー
樹ヒナタを見出したプロデューサーで海原さんの同僚。様々な企画を成功に導いた、神レベルの超絶プロデューサー。そのため海原さんの後輩のはずだが、立場は海原さんよりも上で、年上の海原プロデューサーに対して「くん付け」で呼び、そのザル企画をこっぴどく扱き下ろす。特にイヤホンズが叩き出した赤字には「あんたの赤字をこっちが補填してるんだ!」と激怒して、「企画で遊ぶな」と海原の危機感の無さを責め立てた。
だが自身が受け持つプロジェクトの中核を担うヒナタの変調には全く気付くことなく、さらにはヒナタが体調の変調を訴えても「気のせい」「大丈夫そうだから」と彼女の異常をほぼ意図的に見過ごして切り捨て、ヒナタに対するケアを完全に怠り、無自覚に彼女の強迫観念に甘える形となっていた。そして、これが破綻をきたしたと知るや否や、顔色一つ変えることなくヒナタをあっさりと見捨てて自らが進めてきたプロジェクトをあっさり破棄・停止し、一部の停止できなかったプロジェクトに対してはイヤホンズなど他声優を代役に据える事で（ちゃっかりと会社に不利益は被らないように）無事に対処した。後を引き継ぐイヤホンズには頭を下げたが、一方で自身が「壊した」と言っても過言ではないヒナタに対しては、気遣うようなことは最後まで無かった。

### 実在の声優
全て本人名義で登場し、声も本人が担当している。

#### 原作同人誌版に登場する声優
堀江由衣
同人誌版『EX』『汗とライブとほっちゃんと』web4コマ『堀江さんの不思議なカバン』などに登場。本作の客演最多ゲスト。
メディアに出る時と普段のアフレコ時のオンオフが激しいことからオン時の堀江由衣（ほっちゃん）に対して、オフ時は密かにゆりえほい（ほいちゃん）と呼ばれる。『EX』における、いちごとの共演をきっかけにイヤホンズと仲良くなり、以降、彼女らに大きな影響を与えていく一人となる。
アニメでは第5話・第11話・第12話・第13話に登場。第5話ではイベント『クロネコ・オブ・エターニャ2 キックオフミーティング』でいちごと共演、同じ楽屋になる。第11話では、Aice5の一員としてアニタムの舞台に登場している。第12話では、双葉と同じ現場でライブやユニットのことについて語り合っている。
白石涼子
同人誌版『双葉とハ○テくん』ゲスト。
双葉が大ファンである声優。双葉あこがれの「執事の中の人」。双葉の番レギュ担当番組の主演者。それが縁で双葉の喉が弱いことに気付き、彼女に医者を紹介する。
アニメでは第11話・第13話に登場。同人誌版同様、双葉の番レギュ担当番組で共演していることから双葉にのど飴を与えたり、自身の経験から健康管理の大切さを語ったりしている。
たかはし智秋
web4コマおよび同人誌『web4コマまとめました-2』描き下ろしパートゲスト。
イヤホンズのラジオにゲストで呼ばれ、独自路線を突っ走るその生き様を晒し、いちごを開眼させる。
アニメでは第11話に登場。Aice5の一員としてアニタムの舞台に登場している。
神谷浩史
同人誌版『鈴ちゃんと神谷さん』ゲスト。
鈴ちゃんが出演したアニメで、彼女の兄役を務める。「普通ができない」と悩む鈴に、世間話的に自身の体験を話す。
アニメでは第2話と第10話、第13話に登場。同作の設定上では双葉と同じ青空プロダクションに所属する先輩声優となっており、第2話では事務所で双葉と会話をしている。第10話では同人誌版同様に鈴にアドバイスをしている。
劉セイラ
web4コマゲスト。中国から声優になるためにやって来たヲタ娘。双葉と共演し世間話をする程度に仲良くなる。
アニメには未登場。

#### アニメ版客演者
すべてアニメ版にのみ登場。
浅野真澄
作者のアバター。そのほか各話で番組レギュラーとしてさまざまな立場の別人になって出演。
本人役としては第1話、第11話、第13話に登場。第11話ではAice5の一員としてアニタムの舞台に登場している。第13話では双葉と集が話しているところに通りがかり、自分の目標について語っている。
野沢雅子
第1話、第13話に登場。劇中アニメ「仏戦士ボサツオン」の少年キャラをアフレコする（第1話のみ本作のナレーションも兼任）。
田村ゆかり
第3話、第13話に登場。劇中のwebラジオ『ヒカリ☆電波局』にゲスト出演した。
銀河万丈
第4話、第13話に登場。「仏戦士ボサツオン」でボサツオンの声をアフレコし、最終回を〆る。同番組の打ち上げにも参加した。
釘宮理恵
第6話、第13話に登場。ドラマCD「スパイラルカフェ」にアレサ役で出演する。同作がアニメ化する際にはアレサ役を続投したが、ユマ役が双葉から鈴に交代した事を「仕方ない」としながらも人知れず残念がる。またヒカリに事の子細を聞いて、恥ずかしがる彼女を元気づけた。
小山力也
第7話、第13話に登場。作中の外画「ゾンビのおたけび7 悪夢のブラッディ・レジェエンド」の吹き替えの収録にて双葉と共演する。
真地勇志
第8話、第13話に登場。劇中のテレビ番組のナレーションとして、双葉と共演する。
日髙のり子
第9話、第13話に登場。紺野と集の会話を聞いてアドバイスした（第9話のみ本作のナレーションも兼任）。
木村まどか、神田朱未
第11話に登場。Aice5の一員としてアニタムの舞台に登場している。ただ神田に関しては、他にも鈴のマネージャー役としてもアニメに出演している。

## おもな劇中劇
声優業界を扱う作品であることから、劇中劇として様々な作品や番組コンテンツが登場する。

### 仏戦士ボサツオン
原作では「双葉が女生徒役をする」という程度で名前が出る作品だったが、アニメではイヤホンズ3人が出会うきっかけになった作品（原作では3人が出会った作品に関しては海原氏がプロデューサーをしているという以外には言及されていない）として扱われている。そのため本節に記されるキャラクターや配役は、双方を併記した「女生徒」役以外全てアニメ版のものである。なお、主人公のエスタとレイジは、『それが声優!』公式サイトのキャラクター相関図で「仏戦隊ボサツオン」グループに含まれている。
エスタ
声 - 汐留ヒカリ（生天目仁美）
主人公。
レイジ
声 - 土田玲央
もう一人の主人公。
カイト
声 - 野沢雅子（同左）
ボサツオンのメインパイロット。
オペレーター
声 - 小花 鈴（高野麻里佳）
パイロットたちに戦況分析情報や機体状況を伝達する。
ピポー
声 - 一ノ瀬 双葉（高橋李依）
エスタに拾われて共に旅をするマスコットロボット。人語は話さず、言葉は「ピポー」とだけ発する。アニメの双葉は、この役が初のレギュラーと張り切っていたが、第3話で爆死し再登場もないので3話限りの準レギュラーキャラで終わった（ただし双葉自身はプロデューサーが企画した番組連動webラジオとの兼ね合いから、いちごと同じくその後も番レギュとしてキャストに残してもらえた）。
女生徒
声 - 萌咲いちご（長久友紀（アニメ））/ 一ノ瀬 双葉（原作）
食堂で昼食を注文する女生徒。
原作では双葉が演じており、役名が「女生徒D」となっている。一方アニメではいちごが演じており役名が「クラスメートA」となっている。
ボサツオン
声 - 銀河万丈（同左）
本作の登場ロボット。

### 七色の巨人
アニメ3話で双葉・いちご・鈴が配役オーディションを受けた作品。双葉は、このオーディションのために原作本を一挙購入した。オーディションの結果は3人とも落選。後に原作に逆輸入され、同人誌版第8巻で双葉が復帰したコンビニにてタイアップフェアが行われている描写がある。

### 探偵喫茶スパイラルカフェ
喫茶店を併営する探偵事務所である「スパイラルカフェ」を舞台にした推理漫画。 
ユマ
声 - 小花 鈴（高野麻里佳〈作内アニメ〉）/ 一ノ瀬 双葉（高橋李依〈作内CDドラマ〉）
メインヒロイン。喫茶店のウェイトレスで制服としてメイド服を着ている。カフェの探偵スピラルの実質的な助手。
原作の双葉にとっては、この役が自身初の「名付き」の役にしてメインキャストとして完パケを貰えた作品であり、それゆえにとても思い入れが深かった（キャラクターストラップを携帯電話につけて常備するほど）が、前述の通り「探偵喫茶スパイラルカフェ」がアニメ化する際にキャスト変更が行われ、同作のアニメでは鈴が演じることとなる。
アニメではサブヒロインとされ、同作においてメインヒロインとして設定されたアレサの妹（もしくは妹分）とされている。ただし助手という役割は変わっていない。
アレサ
声 - 釘宮理恵（同左）
アニメにて登場するメインヒロイン。原作におけるスピラルにあたるようで、作内では謎解き役を与えられている。推理完結後の「これにてドリップ完了!」を決め台詞に持つ。アニメで設定された作中作キャラクターであるため、原作には登場しない。
スピラル
喫茶店「スパイラルカフェ」に常駐している探偵。鳥打帽にインパネスコートという世界一有名な探偵のスタイルを愛用している。作中における演者は不明。アニメの描写においても姿は描かれているが演者は設定されておらず、謎解き役もアレサに改変されているために同作でどんな扱いに設定されているのかは不明である。
ストレート警部
名前だけが登場するキャラ。作中における演者は不明。
マスター
声 - 若槻武夫
物語の舞台である「スパイラルカフェ」のマスター。アニメにて名前だけが登場する。

### クロネコ・オブ・エターニャ
いちごが抜擢されたコンピュータRPG。シリーズの最新作で、歴代シリーズ作の主人公役を堀江由衣が務める。アニメ第5話では100万本売れた大人気ゲームであることが言及されている。
エイプリル
声 - 堀江由衣（同左）
ヒロイン。とんがり耳の少女で、自世界イデアニスを救うために仲間たちと共に奔走する。ラスボス戦でサッポロの犠牲を目の当たりにして覚醒し、ついにラスボスを倒してイデアニスを解放する。アニメでは、とんがり耳ではなく、全体的に黒猫をモチーフとした猫耳の少女となっている。
サッポロ
声 - 萌咲いちご（長久友紀）
マスコット。主人公と共に旅をする昆虫。外観はウイルスファージの模式図のような形。いちご的にはビミョーな感想を抱くデザインだが双葉は目を輝かせて「とてもかわいい!」と絶賛した。「ポロー」としか言わないが人語は理解している。ゲームのトゥルールートにおいて、ラスボスを相手に主人公を守るため「ポロ…ポロロ…（あり…がとう…）」と彼女への感謝と共に自爆する。
そのストーリー上における役割から、登場シーンがそのままネタバレなコメント禁則事項となってしまうキャラクターであるため、ゲームの販促イベントに引っ張り出されたいちごは、相当に苦慮することになり、挙句の果てに堀江由衣から「でもサッポロ（つまりいちご）はポロしか言わないものね」と、助け舟を出されることになった（そして自らの未熟さに打ちひしがれた）。
いちごは、この役をきっかけとして人外（動物系やマスコット系のキャラ）キャラの仕事が多く入るようになったため、一時期、全ての仕事で「日本語をしゃべってない」事態に陥り、愕然とすることになる。
ラスボス
ゲームのラストに出てきて主人公を苦しめ、サッポロを自爆させる。が犠牲も空しくノーダメージであり、むしろサッポロの犠牲を嘲け笑った。だが、このことが主人公の逆鱗に触れ、彼女を覚醒させてしまう。演者は不明。

### 息の根コロリちゃん
6歳の双葉が大好きだったオリジナルテレビアニメ作品。日曜朝の子ども向け作品でありながら、アクチュアルな問題にも必要以上に踏み込み、ブラックユーモアを多用したため、親たちから社会問題化するレベルの非難を受けることとなり、あえなく2クールで打ち切りとなった作品。打ち切りで制作されなかった部分で物語の真のテーマが語られており、残存資料から「そこが放映されれば歴史に残る感動作になったであろう」と一部で言われている。作内では親たちから非難を受けた上に商業的な不振もあり、基本的には憶えている人が少ないマニアックな作品と語られている。
命ヨワル
声 - 田中真弓
心優しいが、体が弱く、すぐにヘタばる男の子。強くなりたいと願っているが、体がついていってくれない。コロリちゃんの引き起こす騒動に巻き込まれて、すぐに死んでは生き返る。
コロリちゃん
声 - とりつばめ
ヨワルが幼い頃から持っていた女の子向けのぬいぐるみ。ヨワルが「強くなりたい!」と願ったとたん突然動き出し、彼を鍛えようとする。しかしいつもやりすぎて、ヨワルを死の向こう側、時に三途の川の果てまで追い詰めてしまう。
ヨワルの姉
ヨワルの双子の姉。物語開始時点で故人。コロリちゃんの本来の持ち主。残存資料から打ち切りで放映できなかったストーリーでコロリちゃんの正体であることが明かされるはずだった。

### キラキュアシリーズ
本作内において「大手おもちゃメーカーが長年に渡って通年放送している大人気作品」で、オーディションの競争率も高い作品。あおいが制作会社から情報をとって双葉へとそれを回し、来年に放送される最新作『キラキュア☆スターズ』の主役であるキラダイヤの選定オーディションを受けるように勧めた。前年に放送されたシリーズ作の主役はヒナタが勤めている。

### ラジオ番組
ラジオボサツオン 仏の顔もボサツオン
アニメにおいて、のちのイヤホンズ（一ノ瀬双葉、萌咲いちご、小花鈴）がパーソナリティを務めるアニメ「仏戦士ボサツオン」の番組宣伝Webラジオ。海原プロデューサー直々の声がかりで実現した番組。アニメ終了に伴い3か月で終了することになっていたが、好評だったためタイトルを「イヤホンズのあなたのお耳にプラグイン!」に変更して継続されることになった。
原作では、3人が出会った番組はボサツオンではなく別の作品（タイトル不明）であるため、この番組は存在していない。また、番組を始めるにあたってもプロデューサーから直接に声がかかったわけではなく、きちんとマネージャーを通した仕事として受けている。
ヒカリ☆電波局
汐留ヒカリの冠番組である地上波ラジオ。アニメ第3話では、田村ゆかりをゲストに迎える。また、一ノ瀬双葉、萌咲いちご、小花鈴の3人も本番組の宣伝のためにゲスト出演する。

## テレビアニメ
2015年7月から9月まで放送された。全13話。
2015年1月14日にアニメ公式サイトがオープンし、2015年夏に放送されることが発表された。アニメ化を機に、作中のイヤホンズのメンバーを演じる声優が現実で同名のユニット「イヤホンズ」を結成した。ニコニコ生放送では本編の後に現実のイヤホンズのドキュメント番組『それがイヤホンズ!』（長さ約15分、最終回は1時間20分）が放送された。
元プロ野球選手の落合博満の長男で、浅野と同じ青二プロダクションに在籍する落合福嗣のアニメ声優デビュー作となることが話題になった。また、作中のイヤホンズの活動の話の元となった声優ユニット『Aice5』も本作出演と結成10周年を記念して再結成された。
全13話だが、第12話目でストーリーの軸のひとつとなっていた「イヤホンズのライブ」に区切りをつけた上で次回予告を出さなかったことや、BSフジの放映において第12話での新聞番組表に最終回マークがつけられてしまったことなど、放送当時に様々な出来事が相まって、全12話と誤解されることが多く、そのことに際して作者側がWEB漫画で告知を出す事態になった。

### スタッフ
- 原作 - はじめまして。（原作:あさのますみ×漫画:畑健二郎）
- 監督 - 博史池畠
- シリーズ構成 - 横手美智子
- キャラクターデザイン・総作画監督 - 佐々木政勝
- プロップデザイン - 高瀬さやか
- 美術デザイン - イノセユキエ
- 美術監督 - 小野智広
- 色彩設計 - 歌川律子
- 撮影監督 - 林コージロー
- 編集 - 廣瀬清志
- 音響監督 - 本山哲
- 音楽 - 橋本由香利
- 音楽制作 - EVIL LINE RECORDS
- プロデューサー - 宮本純乃介、石川真一郎、金庭こず恵、伊藤幸弘、齋藤雅弘、小土井孝文、塩田友
- アニメーション制作 - GONZO
- 製作協力 - GONZO、EVIL LINE RECORDS、ムービック、BSフジ、DLE、ローソンHMVエンタテイメント、ドコモ・アニメストア
- 製作 - イヤホンズ応援団

### 主題歌
オープニングテーマ「それが声優!」(第1話 - 第12話)
作詞 - あさのますみ / 作曲 - 佐々倉有吾 / 編曲 - 横山克 / 歌 - イヤホンズ（高野麻里佳、高橋李依、長久友紀）
エンディングテーマ
「あなたのお耳にプラグイン!」（第1話 - 第5話、第7話 - 第11話）
作詞・作曲・編曲 - エンドウ. / 歌 - イヤホンズ（高野麻里佳、高橋李依、長久友紀）
エンディングテーマはラジオ番組的な構成になっており、途中でトークコーナーとリクエストソングが挿入される。
| 話数   | トークコーナー                                                                | リクエストソング          | リクエストソング | リクエストソング | リクエストソング | リクエストソング       | リクエストソング                    |
| 話数   | トークコーナー                                                                | 曲名                      | 作詞             | 作曲             | 編曲             | 歌                     | 出典                                |
| ------ | ----------------------------------------------------------------------------- | ------------------------- | ---------------- | ---------------- | ---------------- | ---------------------- | ----------------------------------- |
| CD     | おたより リンリンいやほんテレホン コマクちゃんたちからの挑戦状！ 今週のお悩み | 残酷な天使のテーゼ        | 及川眠子         | 佐藤英敏         | 大森俊之         | 高橋洋子               | 新世紀エヴァンゲリオン              |
| 第1話  | 今週のふつおた                                                                | 残酷な天使のテーゼ        | 及川眠子         | 佐藤英敏         | 大森俊之         | 高橋洋子               | 新世紀エヴァンゲリオン              |
| 第2話  | フリートーク                                                                  | 人として軸がぶれている    | 大槻ケンヂ       | NARASAKI         | NARASAKI         | 大槻ケンヂと絶望少女達 | さよなら絶望先生                    |
| 第2話  | フリートーク                                                                  | 現象のブレイド[注 19][35] | 大槻ケンヂ       | NARASAKI         | NARASAKI         | 大槻ケンヂとイヤホンズ | BLADE -ブレイド 天から堕ちる千の刃- |
| 第3話  | フリートーク                                                                  | Endless Story             | 松井五郎         | 太田雅友         | 太田雅友         | 田村ゆかり             | C3 -シーキューブ-                   |
| 第4話  | 今週のふつおた                                                                | MOON PRIDE                | Revo             | Revo             | Revo             | ももいろクローバーZ    | 美少女戦士セーラームーンCrystal     |
| 第5話  | 突撃インタビュー[注 20]                                                       | Love Destiny              | 伊藤千夏         | 伊藤千夏         | 小林信吾         | 堀江由衣               | シスター・プリンセス                |
| 第7話  | フリートーク                                                                  | ETERNAL BLAZE             | 水樹奈々         | 上松範康         | 上松範康         | 水樹奈々               | 魔法少女リリカルなのはA's           |
| 第8話  | フリートーク                                                                  | YOU GET TO BURNING        | 有森聡美         | 大森俊之         | 大森俊之         | 松澤由美               | 機動戦艦ナデシコ                    |
| 第9話  | フリートーク                                                                  | Get along                 | 有森聡美         | 佐藤英敏         | 大平勉           | 林原めぐみ＆奥井雅美   | スレイヤーズ                        |
| 第10話 | 今週のふつおた                                                                | 輪舞-revolution           | 奥井雅美         | 矢吹俊郎         | 矢吹俊郎         | 奥井雅美               | 少女革命ウテナ                      |
| 第11話 | フリートーク                                                                  | ハッピー☆マテリアル       | うらん           | 大川茂伸         | 大久保薫         | 麻帆良学園中等部2-A    | 魔法先生ネギま!                     |
「耳の中へ」（第6話）
作詞 - あさのますみ / 作曲 - 山本奨 / 歌 - イヤホンズ（高野麻里佳、高橋李依、長久友紀）

劇中主題歌
仏戦士ボサツオン主題歌「愛と絶望のイデア」（第3話）
作詞 - 岩里祐穂 / 作曲・編曲 - 大森俊之 / 歌 - AKINO from bless4
クロネコ・オブ・エターニャ2主題歌「ヒーローじゃなくていい」（第5、12話）
作詞 - あさのますみ / 作曲・編曲 - 大隅知宇 / 歌 - 堀江由衣（CV - 堀江由衣）
探偵喫茶スパイラルカフェ主題歌「この世はスパイラル!」（第6話）
作詞 - あさのますみ / 作曲・編曲 - エンドウ. / 歌 - 釘宮理恵（CV - 釘宮理恵）

挿入歌
「耳の中へ」（第8、9、12話）
作詞 - あさのますみ / 作曲 - 山本奨 / 歌 - イヤホンズ（高野麻里佳、高橋李依、長久友紀）
「ヒーローじゃなくていい」（第12話）
作詞 - あさのますみ / 作曲・編曲 - 大隅知宇 / 歌 - イヤホンズ（高野麻里佳、高橋李依、長久友紀）
「光の先へ」（第12、13話、特別編）
作詞 - 下地悠 / 作曲 - 大久保薫 / 歌 - イヤホンズ（高野麻里佳、高橋李依、長久友紀）
第13話、特別編ではED扱い。

### 各話リスト
| 話数   | サブタイトル   | 脚本       | 絵コンテ   | 演出       | 作画監督                                         | 本人役出演声優 | それがイヤホンズ!                                |
| ------ | -------------- | ---------- | ---------- | ---------- | ------------------------------------------------ | -------------- | ------------------------------------------------ |
| 第1話  | アフレコ       | 横手美智子 | 博史池畠   | 博史池畠   | 佐々木政勝                                       | 野沢雅子       | #1「初アフレコ」                                 |
| 第2話  | オーディション | 横手美智子 | 博史池畠   | 川久保圭史 | 清丸悟                                           | 神谷浩史       | #2「ユニット方向性会議」                         |
| 第3話  | WEBラジオ      | 兵頭一歩   | 八谷賢一   | 八谷賢一   | 海堂ひろゆき                                     | 田村ゆかり     | #3「初ラジオMC」                                 |
| 第4話  | ユニット       | 金春智子   | 西森章     | 大河原崇   | 菅原浩喜                                         | 銀河万丈       | #4「それがユニット!」                            |
| 第5話  | イベント       | 兵頭一歩   | 飯野慎也   | 飯野慎也   | りお                                             | 堀江由衣       | #5「初ジャケット写真撮影!」                      |
| 第6話  | PV撮影         | 横手美智子 | 博史池畠   | 畠山茂樹   | 白石悟、小島絵美                                 | 釘宮理恵       | #6「イヤホンズ meets Aice5!」                    |
| 第7話  | 吹き替え       | 金春智子   | 青柳隆平   | 青柳隆平   | 小岩井マサキ                                     | 小山力也       | #7「初レコーディング!/初MV撮影!」                |
| 第8話  | ナレーション   | 兵頭一歩   | 小島正幸   | 佐々木純人 | 清丸悟                                           | 真地勇志       | #8「初インストアイベント!」                      |
| 第9話  | マネージャー   | 兵頭一歩   | 八谷賢一   | 畠山茂樹   | 白石悟、重松晋一                                 | 日髙のり子     | #9「それがマネージャー!」                        |
| 第10話 | 進路           | 金春智子   | 島津裕行   | くがつ     | 菅原浩喜、服部憲知 菊地勝則                      | 神谷浩史       | #10「それが表現力!」                             |
| 第11話 | 自己管理       | 兵頭一歩   | 麦野アイス | 川久保圭史 | 海堂ひろゆき、鎌田均 日下岳史、熊田明子 杉村苑美 | 白石涼子 Aice5 | #11「それがLIVE!」                               |
| 第12話 | ライブ         | 横手美智子 | 博史池畠   | 博史池畠   | 清丸悟                                           | 堀江由衣       | #12「EDレコーディング!」                         |
| 第13話 | 査定           | 横手美智子 | 飯野慎也   | 八谷賢一   | 服部憲知、鎌田均                                 | 浅野真澄       | #13 「”みんなで一緒に見よう!!『それが最終回』”」 |
| 特別編 | プチ打ち上げ   | 兵頭一歩   | 博史池畠   | 北井嘉樹   | 海堂ひろゆき、服部憲知                           | -              | -                                                |

### 放送局
| 放送期間                       | 放送時間                     | 放送局   | 対象地域   | 備考                |
| ------------------------------ | ---------------------------- | -------- | ---------- | ------------------- |
| 2015年7月7日 - 9月29日         | 火曜 23:00 - 23:30           | TOKYO MX | 東京都     |                     |
| 2015年7月8日 - 9月30日         | 水曜 3:00 - 3:30（火曜深夜） | 毎日放送 | 近畿広域圏 | 『アニメ特区』第2部 |
| 2015年7月10日 - 10月2日        | 金曜 0:25 - 0:55（木曜深夜） | BSフジ   | 日本全域   | 製作委員会参加      |
| 2015年10月24日 - 2016年1月16日 | 土曜 0:30 - 1:00（金曜深夜） | AT-X     | 日本全域   | リピート放送あり    |

| 配信期間                 | 配信時間           | 配信サイト         | 備考 |
| ------------------------ | ------------------ | ------------------ | --- |
| 2015年7月8日 - 9月30日   | 水曜 12:00 更新    | dアニメストア      | 製作委員会参加 |
| 2015年7月10日 - 10月2日  | 金曜 22:00 - 22:45 | ニコニコ生放送     | 本編の後にイヤホンズ密着ドキュメント「それがイヤホンズ!」を放送 最終回の「それがイヤホンズ！」は21:50 - 23:10に本編と並行して生配信された。 |
|                          | 金曜 22:30 更新    | ニコニコチャンネル | 第1話無料、第2話以降1週間無料 |
| 2015年7月22日 - 10月14日 | 水曜 12:00 更新    | バンダイチャンネル | 第1話無料、第2話以降有料 |
|                          |                    | GYAO!              | 第1話無料、第2話以降1週間無料 |

### BD / DVD
| 巻 | 発売日         | 収録話          | 規格品番                                   | 規格品番  |
| 巻 | 発売日         | 収録話          | BD初回限定版                               | DVD通常版 |
| -- | -------------- | --------------- | ------------------------------------------ | --------- |
| 1  | 2015年9月30日  | 第1話 - 第2話   | KIXA-90584 （アフレコキット版） KIXA-90577 | KIBA-2237 |
| 2  | 2015年10月28日 | 第3話 - 第4話   | KIXA-90578                                 | KIBA-2238 |
| 3  | 2015年11月25日 | 第5話 - 第6話   | KIXA-90579                                 | KIBA-2239 |
| 4  | 2015年12月23日 | 第7話 - 第8話   | KIXA-90580                                 | KIBA-2240 |
| 5  | 2016年1月27日  | 第9話 - 第10話  | KIXA-90581                                 | KIBA-2241 |
| 6  | 2016年2月24日  | 第11話 - 第12話 | KIXA-90582                                 | KIBA-2242 |
| 7  | 2016年3月23日  | 第13話、特別編  | KIXA-90583                                 | KIBA-2243 |

### ラジオ番組
- 『イヤホンズのあなたのお耳にプラグイン!』
- 『それが声優! Presents WEBラジオ!』

### 声優スクールコラボ
声優スクールとのコラボレーション企画として、企画参加校で校内オーディションを実施し、合格者が本作に出演する。クレジットは本名と同名役。
- 第1話 - 日本工学院専門学校より、須藤里奈[43]。2015年3月21日、AnimeJapan内日本工学院ブース・第2次オーディションで決定。
- 第2話 - 大阪エンタテインメントデザイン専門学校より、冨木舞[44]。2015年4月18日 校内公開開催・第2次最終オーディションで決定。
- 第3話 - 専門学校東京アナウンス学院より、本間貴絵[45]。2015年4月24日 第2次最終オーディションで決定。
- 第4話 - 大阪エンタテイメントデザイン専門学校より、納谷健[46]。
- 第5話 - 専門学校東京アナウンス学院より、羽賀有里。
- 第6話	- 専門学校日本マンガ芸術学院より、中島彩[47]。2015年5月24日、公開開催・第2次最終オーディションで決定。
- 第7話 - 日本工学院専門学校より、小林磨唯[48]。2015年5月31日、第2次最終オーディションで決定。
- 第8話 - 専門学校日本マンガ芸術学院より、成島浩[49]。2015年5月24日、公開開催・第2次最終オーディションで決定。
- 第9話 - 専門学校東京ビジュアルアーツより、奈良勇治[50]。2015年6月21日、第2次最終オーディションで決定。
- 第10話 - 専門学校東京アナウンス学院より、相澤かおる[51]。2015年5月29日、第2次最終オーディションで決定。
- 第11話 - 専門学校東京ビジュアルアーツより、田口未久[50]。2015年6月21日、第2次最終オーディションで決定。
- 第12話 - 専門学校札幌マンガ・アニメ学院より、河田理奈[52]。2015年7月5日、第2次最終オーディションで決定。
- 第13話 - 代々木アニメーション学院より、山田綾音[53]。2015年7月11日、第2次オーディションで決定。

## 書籍

### 本編 同人誌版
| 巻数 | 書名                                 | 発刊日         | 発刊イベント          | 頒布状況                                                                                            |
| ---- | ------------------------------------ | -------------- | --------------------- | --------------------------------------------------------------------------------------------------- |
| 1    | Ver 1.00 / Ver 1.20                  | 2011年12月31日 | コミックマーケット81  | 2015年7月8日に本巻収録の一般単行本（1 - 3巻）が発売された。 そのため同年6月末日をもって頒布を停止。 |
| 2    | Ver 2.00                             | 2012年8月12日  | コミックマーケット82  | 2015年7月8日に本巻収録の一般単行本（1 - 3巻）が発売された。 そのため同年6月末日をもって頒布を停止。 |
| 3    | EX01                                 | 2012年12月31日 | コミックマーケット83  | 2015年7月8日に本巻収録の一般単行本（1 - 3巻）が発売された。 そのため同年6月末日をもって頒布を停止。 |
| 4    | EX02                                 | 2013年8月11日  | コミックマーケット84  | 2015年7月8日に本巻収録の一般単行本（1 - 3巻）が発売された。 そのため同年6月末日をもって頒布を停止。 |
| 5    | 双葉とハ○テくん                      | 2013年12月30日 | コミックマーケット85  | 2015年7月8日に本巻収録の一般単行本（1 - 3巻）が発売された。 そのため同年6月末日をもって頒布を停止。 |
| 6    | 鈴ちゃんと神谷さん                   | 2014年8月17日  | コミックマーケット86  | 2015年7月8日に本巻収録の一般単行本（1 - 3巻）が発売された。 そのため同年6月末日をもって頒布を停止。 |
| 7    | 2014 WINTER 汗とライブとほっちゃんと | 2014年12月30日 | コミックマーケット87  | 2015年7月8日に本巻収録の一般単行本（1 - 3巻）が発売された。 そのため同年6月末日をもって頒布を停止。 |
| 8    | 2015 SUMMER 私たち、イヤホンズです!  | 2015年8月16日  | コミックマーケット88  | 2016年8月18日に本巻収録の一般単行本（4巻）が発売された。 そのため同年7月末日をもって頒布を停止。    |
| 9    | 2015 WINTER 同じ職業、違う世界       | 2015年12月31日 | コミックマーケット89  | 2016年8月18日に本巻収録の一般単行本（4巻）が発売された。 そのため同年7月末日をもって頒布を停止。    |
| 10   | 2016 SUMMER ヒナタのヒミツ           | 2016年8月14日  | コミックマーケット90  | 2017年12月4日に本巻収録の一般単行本（5巻）が発売された。 そのため同年の末日をもって頒布を停止。     |
| 11   | 2016 WINTER サヨナラの少し前         | 2016年12月31日 | コミックマーケット91  | 2017年12月4日に本巻収録の一般単行本（5巻）が発売された。 そのため同年の末日をもって頒布を停止。     |
| 12   | 2017 FINAL 君に届くように            | 2017年8月13日  | コミックマーケット92  | 2017年12月4日に本巻収録の一般単行本（5巻）が発売された。 そのため同年の末日をもって頒布を停止。     |
| 13   | 10 YEARS AFTER...                    | 2025年8月17日  | コミックマーケット106 | |

### 本編 総集編（同人誌）
上記本編同人誌をまとめて再編集したもの
| 巻数 | 書名               | 発刊日         | 発刊イベント         | 収録内容                                | 頒布状況 |
| ---- | ------------------ | -------------- | -------------------- | --------------------------------------- | --- |
| 1    | 総集編 第1巻       | 2014年8月17日  | コミックマーケット86 | Ver 1.20 Ver 2.00 EX01                  | 2015年7月8日に本巻内容収録の一般単行本（1 - 3巻）が発売された。 そのため同年6月末日をもって頒布を停止。 |
| 2    | 総集編 第2巻       | 2014年12月30日 | コミックマーケット87 | EX02 双葉とハ○テくん 鈴ちゃんと神谷さん | 2015年7月8日に本巻内容収録の一般単行本（1 - 3巻）が発売された。 そのため同年6月末日をもって頒布を停止。 |
| 全集 | それが声優! 大全集 | 2017年8月13日  | コミックマーケット92 | 同人誌版の全話 Web版の全話              | 全670ページ、厚さ4.3cm、重量1.7kg。 当初はコミックマーケット92のみの限定頒布であったが、30分で完売したため、後に受注生産で増刷も再完売となった。 Web版も全話が網羅されているが、コミックマーケット92告知分の4コマは未掲載。 |

### WEB版 総集編（同人誌）
サークル『はじめまして。』がlivedoor blog上で運営・連載している「それが声優!WEB」をまとめたもの。
| 巻数 | 書名                       | 発刊日        | 発刊イベント          | 頒布状況                                                                                            | 備考                                                       |
| ---- | -------------------------- | ------------- | --------------------- | --------------------------------------------------------------------------------------------------- | ---------------------------------------------------------- |
| 1    | WEB四コマまとめました - 01 | 2014年4月29日 | COMIC1☆8              | 2015年7月8日に本巻収録の一般単行本（1 - 3巻）が発売された。 そのため同年6月末日を持って頒布を停止。 | 001話から050話までを収録。                                 |
| 2    | WEB四コマまとめました - 02 | 2015年3月23日 | コミケットスペシャル6 | 2015年7月8日に本巻収録の一般単行本（1 - 3巻）が発売された。 そのため同年6月末日を持って頒布を停止。 | 051話から100話までを収録。 web版92話（椎名高志作画回）収録 |

### 公式ムック（同人誌）
それが声優! アニメ化記念入門書
2015年6月18日に『はじめまして。』より発刊。一部のアニメショップを通じた委託販売書。
『それが声優!』Ver 1.20 および Ver 2.00 を再録。

### 一般単行本
ローソンHMVエンタテイメント発行、一迅社発売。ローソンなど発行発売両社と提携している一部販売店では専用ブックカバーなどの特典がついている。
| 巻数 | ISBN                   | 発売日                              | 収録内容                                                    | 備考 |
| ---- | ---------------------- | ----------------------------------- | ----------------------------------------------------------- | --- |
| 1    | ISBN 978-4-7580-6540-5 | 2015年7月8日 （7月20日 初版発行）   | Ver 1.20 Ver 2.00 WEB4コマまとめました-01                   | 本書では、同人誌版において『WEB4コマまとめました-01』に収録されていたWEB029話から033話・038話から040話・047話は、2巻の『WEB4コマまとめました-02』に持ち越し。 同人誌版『WEB4コマまとめました』両巻に収録されていた同人誌即売会宣伝用の4コマは本書においては未収録。 アニメ化企画に関する描き下ろしマンガあり。                                                                     |
| 2    | ISBN 978-4-7580-6541-2 | 2015年7月8日 （7月20日 初版発行）   | EX1 EX2 WEB4コマまとめました-02                             | 本書の『WEB4コマまとめました-02』は、同人誌版の同名誌収録作全てと同人誌版『WEBまとめました-01』に収録されていたが、一般単行本では収録を見送られていた前述各話を収録。 web版92話のページに「作画：椎名高志」の注釈あり。 前巻同様、同人誌版『WEB4コマまとめました』両巻に収録されていた同人誌即売会宣伝用の4コマは本書においては未収録。 アニメ化企画に関する描き下ろしマンガあり。 |
| 3    | ISBN 978-4-7580-6542-9 | 2015年7月8日 （7月20日 初版発行）   | 双葉とハ○テくん 鈴ちゃんと神谷さん 汗とライブとほっちゃんと | アニメ化企画に関する描き下ろしマンガあり。 |
| 4    | ISBN 978-4-7580-6601-3 | 2016年8月18日 （9月1日 初版発行）   | 私たち、イヤホンズです! 同じ職業、違う世界                  | 本書の『WEB4コマまとめました-03』は『WEB4コマまとめました-02』収録分以降にブログ連載されていたものを再編集収録したもので、本書によって新規に書籍としてまとめられたもの。 |
| 5    | ISBN 978-4-7580-6701-0 | 2017年12月4日 （12月20日 初版発行） | ヒナタのヒミツ サヨナラの少し前 君に届くように              | 本書の『WEB4コマまとめました-04』は『WEB4コマまとめました-03』収録分以降にブログ連載されていたものを再編集収録したもので、本書によって新規に書籍としてまとめられたもの。 『それが声優! 大全集』に収録されなかったコミックマーケット92における告知4コマを表紙（カバー下）に収録。 本巻のみ発刊社の名義が「講談社（講談社・一迅社）」になっている。                                  |

## イベント等
作品の舞台のひとつとなり、またアニメーション製作を担当したゴンゾ本社のある東京都杉並区では、2016年1月から3月まで町おこしイベントとして「アニ×ウォーク2016 with それが声優!」を開催している。開催中はスタンプラリーをはじめ、区内を走るコミュニティバス「すぎ丸」ではイヤホンズによる車内アナウンス、杉並アニメーションミュージアムでは展示会を開催されている 。